# Maratón Internacional de la Ciudad de México
El Maratón Internacional de la Ciudad de México es un maratón de 42.195 kilómetros de trayecto que se celebra cada año desde 1983 por las calles de la Ciudad de México, generalmente en el mes de agosto. Es uno los principales en América Latina y cuenta con la categoría oro otorgada por la Asociación Internacional de Federaciones de Atletismo (IAAF, por sus siglas en inglés). Por número de participantes, es uno de los más importantes de América Latina y el cuarto del continente americano, el noveno a nivel global y uno de los de mayor crecimiento en cuanto a número de corredores. En 2015 por motivos de patrocinio se agregó a Telcel a su nombre quedando como Maratón de la Ciudad de México Telcel.

## La carrera

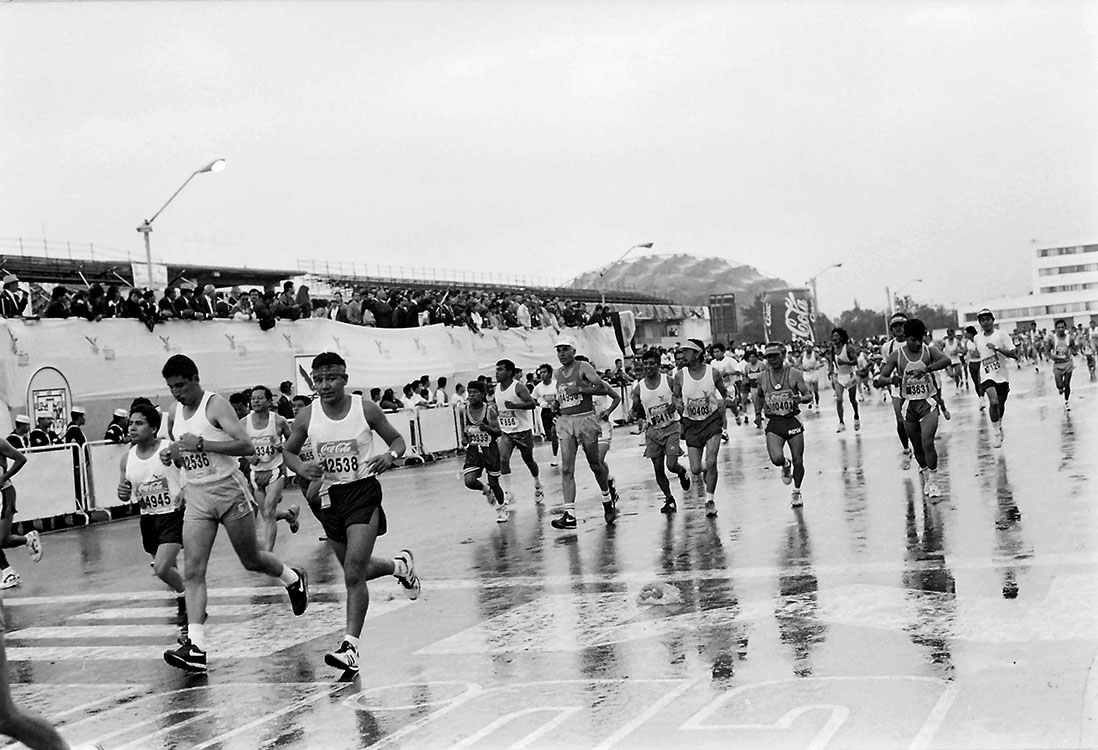
Maratonistas saliendo del Autódromo Hermanos Rodríguez, ca. años 80.

El primer maratón de la Ciudad de México se realizó el 25 de septiembre de 1983, saliendo del Autódromo Hermanos Rodríguez y teniendo como meta el Monumento a la Revolución.
El trayecto de la ruta es un circuito que empieza en el Zócalo de la Ciudad de México, posteriormente el Paseo de la Reforma, se adentra en la zona de Polanco, Chapultepec y por numerosos lugares importantes e históricos de la ciudad como el Ángel de la Independencia y el Palacio de Bellas Artes, entre otros. Posteriormente la ruta se dirige al sur hasta CU. En la edición de 2013, el maratón inició en el Hemiciclo a Juárez y terminó en Ciudad Universitaria, ya que el Zócalo se encontraba ocupado por los manifestantes de la Coordinadora Nacional de Trabajadores de la Educación. En la de 2018 por los 50 años de los Juegos Olímpicos de México 1968 la ruta emuló casi todo el recorrido de este evento. En 2019 la ruta tradicional fue invertida con el objetivo de que corredores amateur —el grueso de los participantes— aprovecharan la orografía de la ciudad para terminar la carrera.
Este es el maratón más importante de México, el cual cuenta con alrededor de 30,000 corredores conformado por personas locales y extranjeras.
Esta competencia es la única en Latinoamérica que cuenta con la certificación internacional de sustentabilidad del Council for Responsible Sport, con el nivel más alto: Evergreen.
Solo dos maratones en el mundo cuentan con este nivel de certificación, el Maratón de Chicago y el de la Ciudad de México.

## Certificaciones
- En 2016 recibió la categoría bronce por parte de la IAAF[5] y en 2018 se le otorgó la categoría plata.[6] En 2019 obtuvo la categoría oro.[4]
- El Maratón de la Ciudad de México es Boston Qualifier, es decir, la marca obtenida en él funciona para acreditar los mínimos de tiempo que establece la organización del Maratón de Boston, que requiere esta marca además de la simple inscripción.
- La edición XXXII del Maratón Ciudad de México 2014 obtuvo de manera oficial el certificado Gold y en 2018 el certificado Evergreen que le otorgó The Council for Reponsible Sport por cumplir todas las especificaciones de sustentabilidad requeridas de un Maratón Verde.[7]

## Polémicas
El evento cuenta con un nivel alto de personas que cometen trampa y cruzan la meta sin hacer el recorrido completo con el fin de obtener la medalla y registrar mejores tiempos. En 2018 más de 10 mil no completaron el recorrido y 3 090 fueron descalificadas por irregularidades. Para desestimular que esto pase, el comité organizador ha tomado distintas medidas como negar la inscripción a los reincidentes de esta práctica y compartir los datos de personas que buscaron calificar al Maratón de Boston haciendo trampa en el de la Ciudad de México para invalidar la marca Boston Qualifier. Igualmente en 2019 se invirtió la ruta para facilitar que la carrera fuera completada por aquellas personas que no lo hacen con un ánimo lesivo.

## Ganadores
Los campeones de la Maratón Internacional de la Ciudad de México han sido los siguientes:
| Año  | Rama      | Nombre                            | Procedencia    | Ref.   |
| ---- | --------- | --------------------------------- | -------------- | ------ |
| 1983 | Masculina | Casimiro Reyes                    | México         | [ 11 ] |
| 1983 | Femenina  | María del Carmen Cárdenas         | México         | [ 11 ] |
| 1984 | Masculina | Gerardo Alcalá                    | México         | [ 11 ] |
| 1984 | Femenina  | Maricela Hurtado                  | México         | [ 11 ] |
| 1985 | Masculina | Manuel Vera Canelo                | México         | [ 11 ] |
| 1985 | Femenina  | Maricela Hurtado                  | México         | [ 11 ] |
| 1986 | Masculina | Manuel García Pérez               | México         | [ 11 ] |
| 1986 | Femenina  | María Trujillo                    | México         | [ 11 ] |
| 1987 | Masculina | Rodolfo Gómez Orozco              | México         | [ 11 ] |
| 1987 | Femenina  | Eileen Claugus                    | Estados Unidos | [ 11 ] |
| 1988 | Masculina | Salvador García Melchor           | México         | [ 11 ] |
| 1988 | Femenina  | Gloria Ramírez                    | México         | [ 11 ] |
| 1989 | Masculina | Tesfaye Taffa                     | Etiopía        | [ 11 ] |
| 1989 | Femenina  | Flora Moreno López                | México         | [ 11 ] |
| 1990 | Masculina | Graciano González                 | México         | [ 11 ] |
| 1990 | Femenina  | Flora Moreno López                | México         | [ 11 ] |
| 1991 | Masculina | Inocencio Miranda Vergara         | México         | [ 11 ] |
| 1991 | Femenina  | Aurelia de Jesús Bernabe          | México         | [ 11 ] |
| 1992 | Masculina | Gumercindo Olmedo García          | México         | [ 11 ] |
| 1992 | Femenina  | Petra Guevara Portugués           | México         | [ 11 ] |
| 1993 | Masculina | Dionicio Cerón Bizarro            | México         | [ 11 ] |
| 1993 | Femenina  | María del Carmen Díaz Mancilla    | México         | [ 11 ] |
| 1994 | Masculina | Gumercindo Olmedo García          | México         | [ 11 ] |
| 1994 | Femenina  | Emma Cabrera Palafox              | México         | [ 11 ] |
| 1995 | Masculina | José Duarte Esquivel              | México         | [ 11 ] |
| 1995 | Femenina  | María del Carmen Díaz Mancilla    | México         | [ 11 ] |
| 1996 | Masculina | Juan Salvador González            | México         | [ 11 ] |
| 1996 | Femenina  | María del Carmen Díaz Mancilla    | México         | [ 11 ] |
| 1997 | Masculina | Benjamín Paredes Martínez         | México         | [ 11 ] |
| 1997 | Femenina  | María del Carmen Díaz Mancilla    | México         | [ 11 ] |
| 1998 | Masculina | Simón Biwott                      | Kenia          | [ 11 ] |
| 1998 | Femenina  | María Elena Reyna Díaz            | México         | [ 11 ] |
| 1999 | Masculina | Eliud Keiring                     | México         | [ 11 ] |
| 1999 | Femenina  | María Elena Reyna Díaz            | México         | [ 11 ] |
| 2000 | Masculina | Enrique Montiel Piña              | México         | [ 11 ] |
| 2000 | Femenina  | Patricia Jardón García            | México         | [ 11 ] |
| 2001 | Masculina | Alejandro Villanueva Martínez     | México         | [ 11 ] |
| 2001 | Femenina  | Patricia Jardón García            | México         | [ 11 ] |
| 2002 | Masculina | Enos Ketter                       | Kenia          | [ 11 ] |
| 2002 | Femenina  | Patricia Jardón García            | México         | [ 11 ] |
| 2003 | Masculina | George Okworo                     | Kenia          | [ 11 ] |
| 2003 | Femenina  | Dulce María Rodríguez de la Cruz  | México         | [ 11 ] |
| 2004 | Masculina | Philip Metto                      | Kenia          | [ 11 ] |
| 2004 | Femenina  | Albina Gallyamova                 | Rusia          | [ 11 ] |
| 2005 | Masculina | Reuben Chesang                    | Kenia          | [ 11 ] |
| 2005 | Femenina  | Alicia Rodríguez Saldivar         | México         | [ 11 ] |
| 2006 | Masculina | Christopher Kipyego               | Kenia          | [ 11 ] |
| 2006 | Femenina  | Estela Xolaltenco Atlatenco       | México         | [ 11 ] |
| 2007 | Masculina | Hillary Kipchirchir Kimaiyo       | Kenia          | [ 11 ] |
| 2007 | Femenina  | Ann Kibor Jelagat                 | Kenia          | [ 11 ] |
| 2008 | Masculina | Hillary Kipchirchir Kimaiyo       | Kenia          | [ 11 ] |
| 2008 | Femenina  | Paula Apolonio Juárez             | México         | [ 11 ] |
| 2009 | Masculina | Edilberto Méndez Hernández        | México         | [ 11 ] |
| 2009 | Femenina  | Isabel Jaqueline Orellana Sánchez | México         | [ 11 ] |
| 2010 | Masculina | Hillary Kipchirchir Kimaiyo       | Kenia          | [ 11 ] |
| 2010 | Femenina  | Karina Pérez Delgado              | México         | [ 11 ] |
| 2011 | Masculina | Isaack Kimaiyo                    | Kenia          | [ 11 ] |
| 2011 | Femenina  | Rose Jebet                        | Kenia          | [ 11 ] |
| 2012 | Masculina | Peter Lemayian Nkaya              | Kenia          | [ 11 ] |
| 2012 | Femenina  | Alena Amare                       | Etiopía        | [ 11 ] |
| 2013 | Masculina | Raúl Pacheco Mendoza              | Perú           |        |
| 2013 | Femenina  | Gladys Tejeda                     | Perú           |        |
| 2014 | Masculina | Raúl Pacheco Mendoza              | Perú           |        |
| 2014 | Femenina  | Shewarge Amare Alene              | Etiopía        |        |
| 2015 | Masculina | Daniel Aschenik                   | Etiopía        |        |
| 2015 | Femenina  | Shewarge Amare Alene              | Etiopía        |        |
| 2016 | Masculina | Emmanuel Mnangat                  | Kenia          |        |
| 2016 | Femenina  | Diana Lobacevske                  | Lituania       |        |
| 2017 | Masculina | Fikadu Kebede                     | Etiopía        | [ 12 ] |
| 2017 | Femenina  | Gladys Tejeda                     | Perú           | [ 12 ] |
| 2018 | Masculina | Titus Ekiru                       | Kenia          | [ 13 ] |
| 2018 | Femenina  | Etaferahu Woda                    | Kenia          | [ 13 ] |
| 2019 | Masculina | Duncan Maiyo                      | Kenia          |        |
| 2019 | Femenina  | Vivian Kiplagat                   | Kenia          |        |
| 2021 | Masculina | Darío Castro                      | México         |        |
| 2021 | Femenina  | Lucy Cheruiyo                     | Kenia          |        |
| 2022 | Masculina | Edwin Kiprop Kiptoo               | Kenia          |        |
| 2022 | Femenina  | Amane Beriso Shankule             | Etiopía        |        |
| 2023 | Masculina | Héctor Garibay                    | Bolivia        | [ 14 ] |
| 2023 | Femenina  | Celestina Chepchirchir            | Kenia          | [ 14 ] |
| 2024 | Masculina | Edwin Kiptoo                      | Kenia          |        |
| 2024 | Femenina  | Fancy Chemutai                    | Kenia          |        |

### Récords
Los récords de este maratón los poseen el boliviano Héctor Garibay en la rama masculina con un tiempo de 2:08:23 logrado en 2023, y en la rama femenina la keniana Celestina Chepchirchir en 2023 con un tiempo de 2:27:17.